# Xã Dickinson, Quận Cumberland, Pennsylvania
Xã Dickinson (tiếng Anh: Dickinson Township) là một xã thuộc quận Cumberland, tiểu bang Pennsylvania, Hoa Kỳ. Năm 2010, dân số của xã này là 5.223 người.